# ひとりの冬なら来るな
「ひとりの冬なら来るな」（ひとりのふゆならくるな）は、ふきのとうがリリースした19枚目のシングル楽曲。1982年10月21日にCBSソニー / Silverlandよりリリース。

## 解説
9枚目のアルバム『Sketch』の先行シングルとしてリリースされた。
「ひとりの冬なら来るな」は3番まであるが、本来は4番までの曲であり、山木康世曰く「レコーディングの際にディレクターから『何とか3番までにできないか』と言われ、泣く泣く2番をカットした」という。その理由は「ラジオ等で流す際に、演奏時間が長すぎるから」という、今では信じられないようなものである。なお、ふきのとう時代にも本来の4番までのバージョンを歌唱したことはあり、解散後もそれぞれソロで歌われている。

## 収録曲

### Side A
1. ひとりの冬なら来るな（3分40秒）
  - 作詞・作曲:山木康世／編曲:石川鷹彦

### Side B
1. 吹きすぎる風ばかり（3分53秒）
  - 作詞・作曲:細坪基佳／編曲:石川鷹彦